# Neptune Orient Lines
Neptune Orient Lines (NOL) (произносится Нептун Ориентал Лайнес, SGX: SGXL) — сингапурская транспортная компания. Штаб-квартира компании расположена в Сингапуре.
Основана в 1968 году.

## Собственники и руководство
Главный управляющий — Рон Виддоус (Ron Widdows).

## Деятельность
Компания специализируется на контейнерных перевозках и техническом управлении флота. В состав подразделений компании входит струкрурно APL и APL Logistic, которая на сегодняшний день занимает 7 место на мировом рынке контейнерных перевозок. NOL является крупнейшей транспортной компанией Сингапура. Вторая по величине в Азии судоходная компания, седьмая по объемам транспортировки контейнеров в мире Neptune Orient Lines Ltd (NOL), имеет 145 судов с общей вместимостью 585 тыс. TEUs. В прошлом[когда?] году NOL разместила заказы на строительство 10 судов мощностью 8400 TEUs каждое и подписала письмо о намерениях построить еще 2 судна вместимостью по 10700 TEUs.
Neptune Orient Lines (NOL) на две трети принадлежит сингапурскому Temasek Holdings.
По итогам 2010 года чистая прибыль NOL составила 461 млн долларов, в сравнении с убытками в размере 741 млн долларов в 2009 году.

### NOL в России
Получив аккредитацию Министерства Транспорта РФ на создание представительства в России, компания APL учредила отделение APL (Russia) с офисом в Москве. APL (Russia) будет работать в тесном сотрудничестве с компанией MCT Shipping, давно представляющей интересы APL в России. Последняя по-прежнему будет осуществлять все операции по грузоперевозкам (букирование грузов, транспортировка, решение коммерческих вопросов). Недавно было открыто отделение APL в Латвии. Российские грузы составляют значительную часть грузооборота Рижского порта. Руководителем APL (Russia), подотчетным г-ну Кристенсену, назначен Борис Поземин.